# Hydrophis elegans
Espèce
Synonymes
- Aturia elegans Gray, 1842
- Leioselasma elegans (Gray, 1842)
- Distira grandis Boulenger, 1896

Statut de conservation UICN

 LC  : Préoccupation mineure
Hydrophis elegans ou Hydrophide élégant est une espèce de serpents de la famille des Elapidae.

## Répartition
Cette espèce marine se rencontre dans les eaux des Philippines, de l'Indonésie, de la Papouasie-Nouvelle-Guinée et de l'Australie.

## Description
Hydrophis elegans mesure jusqu'à 210 cm. C'est un serpent marin venimeux qui vit à une profondeur généralement supérieure à 30 m. C'est une espèce vivipare commune et assez abondante.

## Publication originale
- Gray, 1842 : Monographic Synopsis of the Water Snakes, or the Family of Hydridae. The Zoological Miscellany, vol. 2, p. 59-68 (texte intégral).